# Hans Werner Richter
Ne doit pas être confondu avec Hans Peter Richter.
Pour les articles homonymes, voir Richter et Hans Richter.
Hans Werner Richter, né le 12 novembre 1908 à Neu-Sallenthin sur Usedom et mort le 23 mars 1993 à Munich, est un écrivain allemand.
Richter est plus connu comme fondateur, « directeur de conscience » et éminence grise du Groupe 47 (un des plus importants groupements d'écrivains allemands de l'après-guerre) que par ses propres œuvres.

## Biographie
Son père était pêcheur à Bansin, sur l'île d'Usedom, petit port de pêche et station balnéaire. À 16 ans, Hans Werner Richter entre en apprentissage pour trois ans (de 1924 à 1927) comme libraire à Swinemünde, et travaille ensuite comme employé de librairie à Berlin.
Hans Werner Richter a  été membre du KPD (1930-1932). À 24 ans, il est exclu du KPD pour trotskisme deux ans après son adhésion. Après 1933, il assiste à un défilé du Parti national-socialiste sur le Tempelhofer Feld de Berlin et perçoit le caractère inéluctable de ce mouvement. Il essaie de renouer avec le KPD désormais interdit, en essayant de créer un groupe de résistants. N'y parvenant pas, il s'enfuit à Paris avec sa compagne mais, émigré, il se trouve bientôt dans une situation financière sans issue. 
Après son retour en 1934, il travaille comme libraire et conférencier à Berlin et fait de nouveau de la politique clandestine. En 1940, il est provisoirement arrêté par la Gestapo, qui n'arrive pas à établir son appartenance à un groupe illégal de jeunes pacifistes, et il est envoyé au front (1940-1943). Comme ses trois frères il survit à la guerre – leur père leur ayant soigneusement interdit de « jouer aux héros ». Il passe trois années dans des camps de prisonniers américains, d'abord Camp Ellis dans l'Illinois, puis Fort Kearney à Rhode Island. Il y édite à partir du printemps 1945 les feuilles antifascistes Lagerstimme et Der Ruf. C'est à cette occasion qu'il fait la connaissance d'Alfred Andersch, de Gustav René Hocke et de Walter Kolbenhoff. Der Ruf a été continué à Munich par Richter et Andersch, même après leur libération. Après que ce dernier journal eut été interdit en avril 1947 par les autorités d'occupation, en raison de ses positions trop à gauche et pro-communistes, naît enfin le Groupe 47, un cercle d'écrivains et de critiques qui se réunissent deux fois par an sur une invitation informelle (par carte postale qu'envoie Hans Werner Richter). 
C'est dans les premières années du Groupe 47 que se situe la phase la plus productive dans la vie de cet écrivain. En 1950, il reçoit de la ville de Berlin le prix Fontane ; en 1952 le prix René-Schickele (pour Sie fielen aus Gottes Hand) ; en 1979, la croix de commandeur de l'ordre du Mérite de la République fédérale d'Allemagne ; en 1986, le Grand prix de littérature de l'Académie bavaroise des beaux-arts ; en 1992, le prix culturel de Poméranie. À l'initiative de Günter Grass, une dernière réunion du Groupe 47 se tiendra en 1990. 
Le 23 mars 1993, Hans Werner Richter meurt à Munich.

## Œuvres
Ouvrages traduits en français
- Les Vaincus, Pierre Horay, 1950
- Empreintes sur le sable, Pierre Horay, 1951
- Tombés de la main de Dieu, Pierre Horay, 1952

Ouvrages en langue allemande
- 1947, Deine Söhne Europa - Gedichte deutscher Kriegsgefangener
- 1949, Die Geschlagenen
- 1951, Sie fielen aus Gottes Hand
- 1953, Spuren im Sand
- 1955, Du sollst nicht töten
- 1959, Linus Fleck oder Der Verlust der Würde
- 1962, Bestandsaufnahme - Eine deutsche Bilanz
- 1965, Plädoyer für eine neue Regierung, oder: Keine Alternative
- 1965, Menschen in freundlicher Umgebung, Sechs Satiren
- 1971, Rose weiß, Rose rot
- 1974, Briefe an einen jungen Sozialisten
- 1981, Die Stunde der falschen Triumphe
- 1982, Ein Julitag
- 1986, Im Etablissement der Schmetterlinge - Einundzwanzig Portraits aus der Gruppe 47
- 1990, Deutschland deine Pommern - Wahrheiten, Lügen und schlitzohriges Gerede